# Zagrebačko kazalište lutaka
Zagrebačko kazalište lutaka utemeljeno je 1948. godine. Osnivač kazališta je Grad Zagreb. Osnutkom Zagrebačkog kazališta lutaka snažno se je pridonijelo razvoju i promociji lutkarstva na području Hrvatske, ali i šire regije. Zagrebačko kazalište lutaka važna je i nezaobilazna kazališna ustanova na polju lutkarstva od gradskog i državnog značaja.

## Djelatnost
Djelatnost kazališta definirana je zakonskom legislativom vezanom uz kazališta. Kazalište radi na pripremama i organizacijama te javnom izvođenju lutkarskih, ali i drugih scenskih djela. Primarna funkcija ustanove je kazališna djelatnost za djecu.

## Građa
U Zagrebačkom kazalištu lutaka se je tijekom šezdeset godina postojanja sustavno sakupljala arhivska građa. Građu čine plakati, programske knjižice, snimke predstava, fotografije i tekstovi sadržajno vezani uz izvođene predstave. U Kazalištu se provodi digitalizacija arhivskog materijala.

## Usluge
Pružanje stručne pomoći iz područja djelatnosti kazališta, održavanje predstava, povremenih predavanja, igraonica te pružanje usluge informiranja vezano uz aktivnosti.

## Poznati djelatnici
- Velimir Chytil, kreator lutaka, redatelj i koreograf

## Vanjske poveznice
- Mrežne stranice Zagrebačkog kazališta lutaka